# Kirsti Bergstø
Kirsti Bergstø (ur. 1 lipca 1981 w Ranie) – norweska polityk, parlamentarzystka, sekretarz stanu, od 2023 lider Socjalistycznej Partii Lewicy (SV).

## Życiorys
Uczyła się w szkole średniej w Vadsø, a następnie kształciła się w zawodzie pedagoga w Høgskolen i Finnmark oraz Høgskolen i Oslo. Pracowała m.in. w spółdzielni mieszkaniowej i centrum kryzysowym. Zaangażowała się w działalność polityczną w ramach Socjalistycznej Partii Lewicy. W latach 2006–2008 kierowała jej organizacją młodzieżową Sosialistisk Ungdom. Od 2008 do 2010 wchodziła w skład zarządu sprzeciwiającej się Unii Europejskiej organizacji Nei til EU.
W latach 2005–2009 była zastępczynią poselską. W latach 2010–2012 pełniła funkcję sekretarza stanu w ministerstwie ds. dzieci, równouprawnienia i przeciwdziałania wykluczeniu społecznemu w rządzie Jensa Stoltenberga. W kadencji 2013–2017 sprawowała mandat deputowanej do Stortingu. Do norweskiego parlamentu powróciła w 2021.
Od 2017 była wiceprzewodniczącą Socjalistycznej Partii Lewicy. W marcu 2023 została nowym liderem tego ugrupowania w miejsce Auduna Lysbakkena.